# Brian Borcherdt
 (mars 2021).
Brian Borchedt (né le 31 août 1976) est un musicien canadien, connu pour avoir été membre de Burnt Black, Trephines, Hot Carl, By Divine Right (en), Holy Fuck, Lids et Dusted.
Il fonde le label Dependent Music en 1994.

## Discographie
Burnt Black
- Happy (1994)
- Nervous Wreck (1996)
- A Demonstration (1997)
- Burned Out (1999)

Trephines
- Trephines (2001)

The Remains of Brian Borcherdt
- Moth (2002)
- The Remains of Brian Borcherdt (2003)
- The Remains of..., volume 2 (2004)
- Torches / Ward Colorado Demos (enregistrements non finis d'entre 2005 et 2006)

Brian Borcherdt
- Coyotes (2008)

By Divine Right
- Sweet Confusion (2004)

Holy Fuck
- Holy Fuck (2005)
- Holy Fuck EP (2007)
- LP (2007)
- Latin (2010)
- Congrats (2016)
- Deleter (2020)

Dusted
- Total Dust (2012)
- Blackout Summer (2018)

Chipmunkson16speed
- Sludgefest (2015[2])